# Трайко Желевски
Трайко Тодоров (Тодев), известен като Желевски, е български революционер, деец на Вътрешна македоно-одринска революционна организация.

## Биография
Трайко Тодоров е роден в 1875 година в костурското село Желево, тогава в Османската империя, днес Андартико, Гърция. Получава начално образование. В 1898 година влиза във ВМОРО и от 1900 година е нелегален четник при Пандо Кляшев и Митре Влаха. След Илинденското въстание от 1904 до Младотурската революция в 1908 година е помощник на районния войвода Христо Цветков в Костурско. За район на действие Трайко Желевски има околностите на родното си село и придружава Христо Цветков при обиколките му в Костенарията.
След Хуриета работи в Торонто, Канада. При избухването на Балканската война се завръща и участва в борбата срещу Османската империя. В края на войната се завръща в родното си село, но след опит на гръцки войници да го обезоръжат избягва в България.
През Междусъюзническата война в 1913 година е в Сборната партизанска рота на Васил Чекаларов, която се сражава с гръцки войски. Участва в Първата световна война. Служи в 85-и пехотен полк.
Георги Константинов Бистрицки пише за него в 1919 г.:
| „ | Трайко Желевски от с. Желево, с първоначално образование, чистосърдечен и енергичен мъж, участвувал в боеве и произведен в чин войвода преди хуриета, е жив и нещастен изгнаник в гр. Ксанти. | “ |

След подписването на Майския манифест през 1923 година и последвалите братоубийства е застрелян заедно с Тома Желински, през месец юни, същата година.

За него се пее народната песен: 
| „ | Ето го Трайко дя греди от Бигла на кон урива, по него чета средена, от сърце пее и свири; да шчукни село Псодери, да види село Желево и знае село Ошчима - турското царство свършило, ко дърво в'огно фърлено. | “ |